# LifeScan Inc.
LifeScan Inc. és un fabricant de sistemes de diagnòstic amb productes centrats en el mercat de la diabetis, específicament en sistemes de monitorització de glucosa en sang.

## Antecedents
Fins principis de 2018, LifeScan era una empresa Johnson & Johnson (J & J). Va ser adquirida per J & J en 1986, i al juny de 2018, J & J va acordar vendre LifeScan a Platinum Equity com a part de la seva sortida estratègica del mercat dels dispositius de diabetis, acceptant una oferta originalment licitada al març de 2018. La finalització de la desinversió es completarà a finals del 2018.

## Incidència del mercat
LifeScan tenia instal·lacions a Inverness, Escòcia; Burnaby, Colúmbia Britànica, Canadà; i Cabo Rojo, Puerto Rico. Es va formar per l'adquisició el 2006, per part Johnson & Johnson, d'Animas Corporation de West Chester, Pennsylvania, que fabricava bombes d'insulina per a persones amb diabetis, que la va mantenir 12 anys, fins que el 2018 va decidir vendre-la, pel seu baix rendiment econòmic.
LifeScan fabricava i comercialitzava les famílies de productes per a ús domèstic: OneTouch Ultra i One Touch Verio. La filosofia de l'empresa era "crear un món sense límits per a les persones amb diabetis ". Durant la seva existència, LifeScan va revolucionar el control de la glucosa en sang mitjançant la introducció dels seus sistemes "One Touch". Originalment, la mesura es feia amb una tira de prova que canviava de color depenent del contingut de glucosa d'una mostra de sang. LifeScan es va convertir en el primer productor d'aquests sistemes a principis dels anys noranta. Posteriorment, la tecnologia de mesuradors es va canviar per l'electroquímica, en la que LifeScan va seguir mantenint una posició de lideratge en aquest mercat.
a principis del 2018, LifeScan emprava 2400 persones, era part central del negoci de dispositius de diabetis de J & J., que el 2017 va anunciar plans per sortir del mercat dels dispositius de diabetis, incloent la desinversió en LifeScan, ja que, com tota la indústria domèstica de control de glucosa en sang, havia demostrat un rendiment de vendes deficient. El gener de 2018. hi va haver informes d'inversors xinesos que expressaven interès en comprar la companyia per uns 3-4 mil milions de US $, però el març, es va acceptar per l'empresa l'oferta molt inferior de Platinum Equity de 2,1 mil milions de US $.